# Campionato montenegrino di calcio a 5
Il campionato montenegrino di calcio a 5 è un insieme di tornei di calcio a 5, nazionali e locali, organizzati dalla Federazione calcistica del Montenegro. 

## Storia
Il campionato montenegrino è stato istituito a partire dalla stagione sportiva 2006-07, dopo le vicende che hanno portato il Montenegro al distacco dalla federazione di Serbia e Montenegro. Precedentemente, le squadre montenegrine competevano nel campionato jugoslavo di calcio a 5, attivo fin dalla stagione 1988-89. Durante quel periodo, tre formazioni montenegrine riuscirono a vincere il titolo nazionale: il Premijer Nikšić (1993-94), l'Elektroprivreda (1995-96) e il CDSM Danilovgrad (2000-01 e 2002-03).

## Albo d'oro
- 2006-2007:  Municipium (1)
- 2007-2008:  Municipium (2)
- 2008-2009:  Montenegro Stars (1)
- 2009-2010:  CDSM Danilovgrad (1)
- 2010-2011:  Bajo Pivljanin (1)
- 2011-2012:  Jedinstvo B.P. (1)
- 2012-2013:  Jedinstvo B.P. (2)
- 2013-2014:  Agama (1)
- 2014-2015:  Titograd (1)
- 2015-2016:  Military Team (1)

- 2016-2017:  Titograd (2)
- 2017-2018:  Čelik (1)
- 2018-2019:  Titograd (3)
- 2019-2020:  Titograd (4)
- 2020-2021:  Titograd (5)
- 2021-2022:  Titograd (6)
- 2022-2023:  Titograd (7)
- 2023-2024:  Titograd (8)